# Joseph Glanvill
Joseph Glanvill, né en 1636 et mort en 1680, est un écrivain, philosophe et ecclésiastique anglais. N'étant pas scientifique, il est surnommé le « plus talentueux apologiste des virtuoses », ou, en d'autres termes, le propagandiste principal du courant de philosophie naturelle anglais de la fin du XVIIe siècle.

## Biographie
Il est élevé dans un foyer strict et puritain, et va étudier à l'Université d'Oxford, où il est diplômé B.A. du Collège d'Exeter en 1655, puis obtient son M.A. du Lincoln College en 1658,.
Glanvill devient vicaire de Frome en 1662, ainsi que membre de la Royal Society en 1664. Il est nommé recteur de l'abbaye de Bath entre 1666 et 1680, puis prébende de Worcester en 1678.

## Œuvre
C'est un penseur latitudinaire. Les latitudinairiens respectent généralement les platoniciens de Cambridge ; et Glanvill est grandement influencé par son ami Henry More, le meneur du groupe dont il fait partie. Glanvill cherche généralement un « juste milieu » aux problèmes philosophiques de l'époque. Ses écrits montrent une variété de croyances qui peuvent paraître contradictoires. Basil Willey discutera des idées et de la méthode de Glanvill dans son livre de 1934, Seventeenth Century Background.

### Rationalité et discussion ouverte
Il écrit en 1661 The Vanity of Dogmatizing, qui attaque la scolastique et les persécutions religieuses. Le livre plaide pour la liberté de religion, la méthode scientifique et la liberté d'opinion. Il contient aussi une histoire dont sera issu le poème victorien de Matthew Arnold, The Scholar Gipsy.
Glanvill est tout d'abord cartésien, mais y mêle petit à petit du scepticisme, finissant par écrire Scepsis Scientifica (1665), une révision et une expansion de The Vanity of Dogmatizing. L'ouvrage commence par « À l'adresse de la Royal Society » ; la Society y réponds en l'élisant en tant que Membre. Il continue à promouvoir l'approche sceptique, et la production de savoir utile au sein de la Society. 
Il prône l'usage du langage sans détour ni métaphore. Dans Essay Concerning Preaching (1678), il se bat aussi pour un discours simple plutôt qu'abscons, comme le fait Robert South, avec ses interventions pendant les sermons non-conformistes.
Dans Essays on Several Important Subjects in Philosophy and Religion (1676), il écrit un essai conséquent, The Agreement of Reason and Religion, orienté au moins en partie vers le non-conformisme. La raison, d'après Glanvill, n'est pas compatible avec le principe des dissenters. Dans Antifanatickal Religion and Free Philosophy, un autre essai inclus dans le volume, il attaque toute la tradition des illuminations imaginaires dans la religion se fondant sur le déni de la raison, rappelant William Perkins. Cet essai est sous-titré Continuation of the New Atlantis (« Suite de La Nouvelle Atlantide »), et rejoint donc l'utopie de Francis Bacon. Dans une allégorie, Glanvill place les « Jeunes Académiciens », représentant les platoniciens de Cambridge, au milieu des tourments intellectuels qui sont une image des conflits religieux de l'époque au Royaume-Uni. Ils finissent par concilier les pensées modernes et anciennes. Glanvill pense néanmoins qu'on ne peut pas, par la seule déduction, se représenter l'intégralité du monde. Même la question du surnaturel ne peut pas être résolue par la seule Raison, et se doit d'être soumise à la vérification expérimentale. En conséquence, Glanvill tente d'enquêter sur des faits surnaturels à travers l'interview des personnes impliqués dans des récités ayant trait au paranormal, et par l'examen des lieux où se sont produits les évènements.

### Le surnaturel

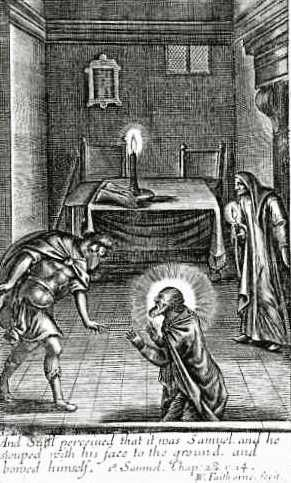
Le Médium d'Endor: du frontispice du livre Saducismus Triumphatus de Joseph Glanvill.

Il est aussi connu pour avoir écrit Saducismus Triumphatus en 1681, où il s'élève contre le scepticisme au sujet de l'existence et des pouvoirs surnaturels de la sorcellerie, et détaille le folklore du XVIIe siècle à propos des sorcières. L'ouvrage est développé en un compendium (de plusieurs auteurs) depuis Philosophical Considerations Touching the Being of Witches and Witchcraft (1666), adressé à Robert Hunt, un membre actif de la Justice de paix dans les années 1650 contre les sorcières de Somerset (où Glanvill habitait à Frome) ; la version de 1668, A Blow at Modern Sadducism, met en avant le fait que les procédures judiciaires offertes par le tribunal de Hunt doivent être interprétés comme des tentatives de preuves, car penser le contraire revient à saborder les bases légales de la société. Selon son biographe Ferris Greenslet, l'intérêt que Glanvill porte à ce sujet commence à une soirée organisée en février 1665 à Ragley Hall, où les invités sont More, Francis van Helmont, un alchimiste flamand, et Valentine Greatrakes, un guérisseur. Sur le sujet du « Tambour de Tedworth », un rapport d'activité de type poltergeist en 1662-1663, More et Glanvill ont déjà correspondu en 1663.
Saducismus Triumphatus influence largement Wonders of the Invisible World de Cotton Mather en 1693, qui justifie les procès des sorcières de Salem l'année suivante. Le livre est aussi au centre de l'intérêt de Francis Hutchinson dans An Historical Essay Concerning Witchcraft en 1718 : les deux livres font grand cas des rapports venant de Suède, et décrivent Glanvill comme un écrivain qui, après 1668, est envahi par la panique à propos de la sorcellerie.
Jonathan Israel écrit :

« En Angleterre, des hommes comme Boyle, Henry More, Ralph Cudworth et Joseph Glanvill se sont battus pour stabiliser la croyance en l'existence et l'apparition d'esprits comme faisant partie d'une volonté de renforcer la religion, l'autorité et la tradition. »

Ce groupe d'auteurs, ainsi que d'autres (Richard Baxter, Méric Casaubon et George Sinclair) pensent que le courant de scepticisme sur la sorcellerie, fortement présent vers 1670, peuvent être renversé par la recherche et l'examen minutieux des preuves. Comme More, Glanvill pense que l'existence des esprits est bien documentée dans la Bible, et que le déni des esprits et des démons est le premier pas vers l'athéisme. L'athéisme mène à la rébellion et au chaos social et doit donc être surmonté par la Science et l'érudition. Israel cite une lettre de More à Glanvill de 1678, incluse dans Saducismus Triumphatus, dans laquelle il dit que le courant mené par Thomas Hobbes et Baruch Spinoza utilise le scepticisme envers les « esprits et anges » dans le but d'affaiblir la croyance dans les Écrits les mentionnant.

### Athéisme, scepticisme et Aristote
Son point de vue n'empêche pas Glanvill lui-même d'être accusé d'athéisme. Cela lui est reproché après qu'il s'est engagé dans une controverse avec Robert Crosse à propos du travail d'Aristote, un représentant classique de la voie moyenne. Pour se défendre, lui et la Royal Society, il attaque, dans Plus Ultra, l'apprentissage de la médecine de l'époque ; il est attaqué en retour par Henry Stubbe, dans The Plus Ultra reduced to a Non Plus (1670). Sa vision d'Aristote mène aussi Thomas White, un prêtre catholique, à contre-argumenter. Dans A Praefatory Answer to Mr. Henry Stubbe (1671), ce dernier définit la « philosophie des virtuoses » clairement : le respect du principe des objets sensibles, d'après le principe du plus de certitude possible ; la « suspension d'accord » en absence de preuve adéquate ; et le rattachement au principe d'« affronter de manière égale le scepticisme et la crédulité ». Il renie White en tant que sceptique,. Cette approche s'apparente à une sorte de fidéisme rationnel contemporain.
Son ouvrage de 1671, Philosophia Pia, traite explicitement de la connexion entre la « philosophie expérimentale » de la Royal Society et la religion. C'est une réponse à une lettre de Meric Casaubon, un des critiques de la Society, adressée à Peter du Moulin. Il l'utilise pour jeter le doute sur les racines de l'enthousiasme, une de ses principales cibles parmi les non-conformistes. Il répond aussi aux critiques de Richard Baxter, qui accusait lui aussi la Society d'avoir une « tendance athée ».

## Dans la littérature
Les nouvelles Ligeia et Une descente dans le Maelstrom d'Edgar Allan Poe contiennent des épigraphes attribuées à Glanvill.
Le livre Diary of a Drug Fiend d'Aleister Crowley s'ouvre sur une citation de Glanvill.